# Cima da Conegliano
Cima da Conegliano foi um pintor italiano da Renascença.
Nasceu em Conegliano, em Treviso. Em 1488, trabalhava em Vicenza. Em 1492, estabeleceu-se em Veneza, mas em 1516, voltou para sua cidade natal. Era provavelmente aluno de Bartolomeo Montagna, que viveu em Veneza em 1480. Apaixonou-se pela arte de Giovanni Bellini e tornou-se um de seus sucessores e amigo de Ticiano.
Foi um dos primeiros a dar importância à paisagem de sua região em suas obras. Suas pinturas foram exclusivamente religiosas.

## Galeria
Pinturas de Cima da Conegliano
- Repouso na Fuga para o Egito (1496-98), Gulbenkian, Lisboa
- Cristo entre os Doutores (1504) no Museu Nacional de Varsóvia
- Pietà (c. 1490) no Museu Nacional de Varsóvia
- Santa Helena (1495) na Galeria Nacional de Arte, Washington
- Virgem Entronizada com o Menino (1495) na Gemäldegalerie, Berlim

- A Apresentação da Virgem (c. 1500) na Pinacoteca dos Mestres Antigos, Dresda
- Sileno e Sátiros (1505-10), Museu de Arte da Filadélfia
- São Jerónimo (1500-05), Galeria Nacional de Arte, Washington
- Jónatas e David com a Cabeça de Golias (1505-10) na National Gallery (Londres)
- Virgem com o Menino com S. Jerónimo e S. João B. (c.1492-95), Galeria Nacional de Arte, Washington